# ランカー炎上
『ランカー炎上』（ランカーえんじょう、Lanka Dahan）は、1917年のインドのサイレント映画。ヴァールミーキが編纂した『ラーマーヤナ』を題材にしており、ダーダーサーヘブ・パールケーが監督を務めた。パールケーにとって『ハリシュチャンドラ王』に続く長編映画第2作であり、彼は2作品の製作期間中に複数の短編映画も製作している。
『ハリシュチャンドラ王』でタマラティ王妃役を演じたアンナ・サルンケーが一人二役で出演している。当時は女性が商業的な演劇活動に参加することは禁止されていたため、男性が女性役を演じていた。本作でサルンケーはラーマと、彼の妻シーターを演じており、インド映画史の中で初めて一人二役を演じた俳優となった。

## ストーリー
アヨーディヤーの王子ラーマは14年間森に追放され、後にラーマを追って妻シーターと弟ラクシュマナが合流する。しかし、シーターとの結婚を望んでいたラーヴァナによって、シーターが連れ去れてしまう。ラーマは行方不明になったシーターを捜す中でハヌマーンと出会い、ハヌマーンはラーマへの協力を約束する。
ハヌマーンはランカー島に飛び、そこでシーターを発見する。ハヌマーンはシーターに対して、自分がラーマの信奉者であること、間もなくラーマが助けにやって来ることを告げた後、その証しとしてラーマの指輪を手渡す。ハヌマーンはラーマの元に戻ろうとするが、その途中でラーヴァナの兵たちに捕縛されてしまう。ラーヴァナは兵たちに対して、ハヌマーンの尻尾に火をつけるように命令するが、ハヌマーンは縄を解いて飛び去っていく。その際、ハヌマーンは尻尾に付けた火でランカー島の町を焼き払う。町を焼き払ったハヌマーンはランカー島を飛び立ち、インド洋の海水を使い火を消す。

## キャスト
- ラーマ、シーター - アンナ・サルンケー
- ハヌマーン - ガンパット・G・シンデー
- D・D・ダーブケー（英語版）[5]
- マンダーキニー・パールケー

## 反響
『ランカー炎上』はヒンドゥー神話を題材にしたこともあり、観客からは好評だった。ボンベイ上映時、主人公ラーマが登場したシーンでは観客たちが神であるラーマに敬意を示すため靴を脱いだという。また、トリック写真や特殊効果を活かした映像が人気を集めた。
映画史家アムリート・ガンガルによると、売上の硬貨は麻袋に詰められて牛車でパールケーの事務所に運ばれたという。また、ボンベイのマジェスティック劇場ではチケットを買うための長蛇の列ができた挙句、劇場が満席になったことでチケットの奪い合いが起きたり、チケット売り場に硬貨を投げ込む人々が続出したという。